# Marco Fu

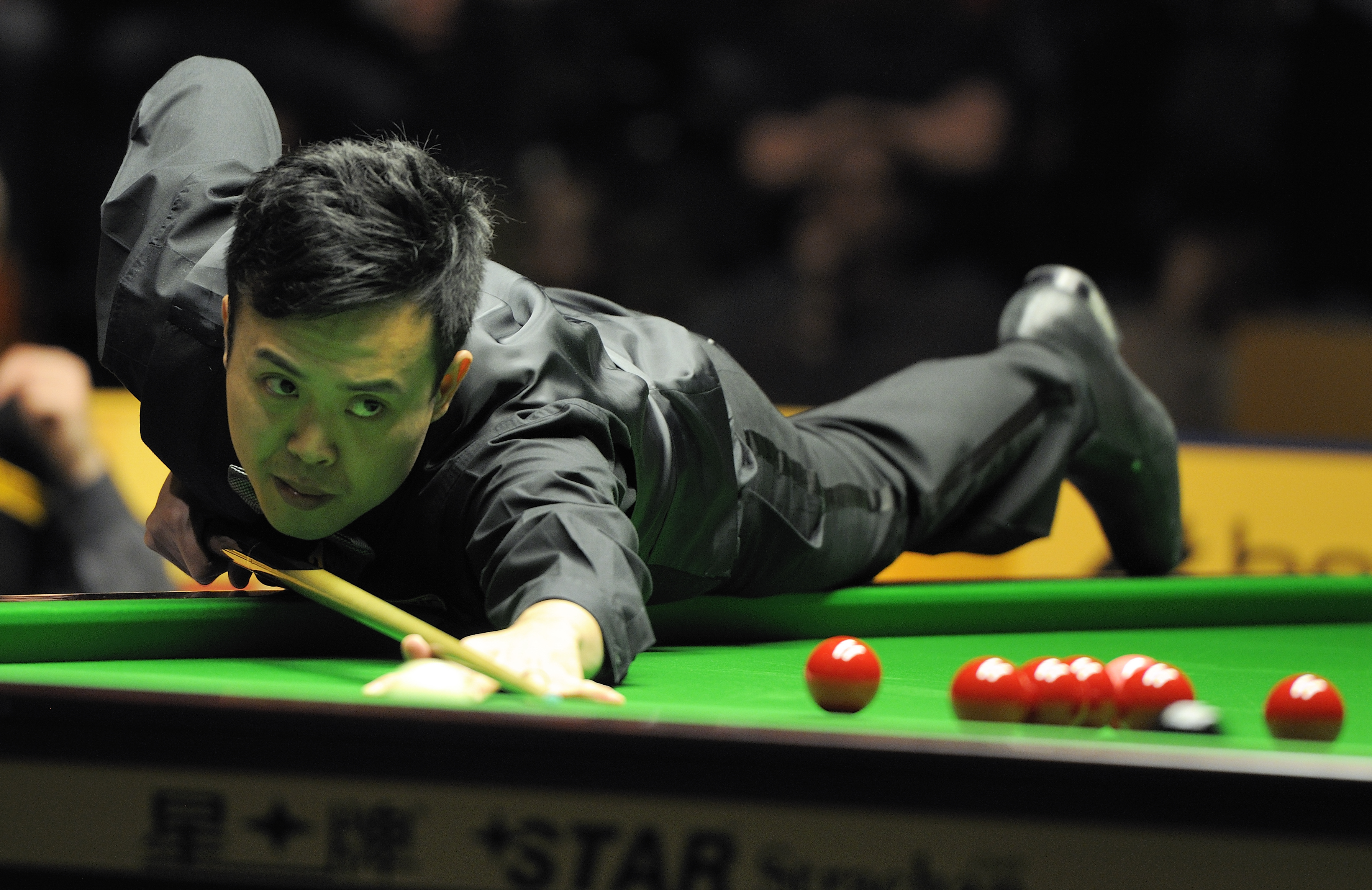
Marco podczas turnieju German Masters 2013

Marco Fu Ka-chun (chiń. 傅家俊, pinyin Fù Jiājùn; ur. 8 stycznia 1978) – snookerzysta z Hongkongu. Plasuje się na 12. miejscu pod względem zdobytych setek w profesjonalnych turniejach, w sierpniu 2025 miał ich łącznie 542.

## Kariera zawodowa
Profesjonalną karierę rozpoczął w 1998 roku, w tym samym sezonie zajął drugie miejsce w turnieju Grand Prix (przegrał ze Stephenem Lee). Na kolejny występ w finale imprezy rankingowej musiał czekać aż 9 lat. 21 października 2007 roku wygrał Royal London Watches Grand Prix w Aberdeen, gdzie w finale pokonał Ronniego O’Sullivana, odnosząc swoje pierwsze zwycięstwo w turnieju rankingowym.
W 2000 roku podczas turnieju Scottish Masters uzyskał pierwszy w swojej karierze maksymalny break.
W 2003 roku dotarł do ćwierćfinału mistrzostw świata, a po drodze, w pierwszej rundzie, niespodziewanie pokonał Ronniego O’Sullivana, który w trakcie tego meczu uzyskał maksymalny break. Trzy lata później zaszedł jeszcze dalej, bo do półfinałów tej imprezy, gdzie przegrał po wyrównanym meczu z Peterem Ebdonem.
W 2008 roku zajął drugie miejsce w UK Championship.

### 2010/2011
Początki sezonu nie są najlepsze. W Shanghai Masters 2010 odpada w pierwszej rundzie po przegranej z Markiem Davisem (4-5). Później podobnie przegrywa w World Open 2010 z Andrew Higginson (1-3). Po tych porażkach w pierwszej rewizji punktów rankingowych Marco spadł z 14 na 16 miejsce. Po kolejnej rewizji Fu wypadł z pierwszej szesnastki, która gwarantowała mu obecność w turniejach.
W German Masters 2011 kolejno pokonał Marka Kinga (5-1), Johna Higginsa (w/o), Joego Swaila (5-1). W końcu przegrał z Markiem Williamsem – jak się później okazało – zwycięzcą turnieju.
W turnieju Masters Snooker 2011 osiągnął finał, w którym ze znaczącą przewagą pokonał go Ding Junhui (4-10).
Kolejnym słabym turniejem dla Fu okazał się Welsh Open 2011. Wygrał w 4 rundzie eliminacji z Joem Swailem (4-1). Jednak później w ekspresowym tempie pokonał go Mark J. Williams.
W sezonie 2011/2012 podczas kwalifikacji World Open 2012 uzyskał swojego drugiego breaka maksymalnego. Rywalem Marco był Matthew Selt.
Trzecie 147 w karierze wbił w 2015 roku podczas zawodów Masters. Dokonał tego w meczu pierwszej rundy w spotkaniu z Stuartem Binghamem.

## Statystyka zwycięstw

### Turnieje rankingowe
- Grand Prix 2007
- Australian Goldfields Open 2013
- Scottish Open 2016